# گشتاور دوم سطح
گشتاور دوم سطح خاصیتی از یک مقطع است که با بهره‌گیری از آن می‌توان رفتار یک تیر را در برابر خمش و تغییر شکل حول محورهای آن بدست آورد. میزان تنش و تغییر شکل خمشی یک تیر هم به میزان بار وارده و هم به شکل هندسی مقطع مورد نظر بستگی دارد، هر چه ممان اینرسی یک مقطع بیشتر باشد میزان تنش و تغییر شکل خمشی آن مقطع کمتر است، به همین دلیل است که تیرهایی با ممان اینرسی بزرگتر، مانند مقاطع I شکل، در ساختمان‌ها استفاده می‌شوند.

## واحد ممان دوم سطح
ممان دوم سطح در جداول اشتال و در برخی کتاب‌ ها با J و در برخی با I نمایش داده می‌شود، واحد آن طول به توان چهار است و دیمانسیون آن [L4] است.

## محاسبه گشتاور دوم سطح
ممان اینرسی حول محور X
ممان اینرسی حول محور Y
ممان اینرسی حاصل ضرب
ممان اینرسی قطبی

که مقدار r برابر است با {\displaystyle r^{2}=x^{2}+y^{2}} و مقدار ممان اینرسی قطبی نیز برابر است با {\displaystyle I_{O}=I_{x}+I_{y}}